# Compagnie Internationale des Wagons-Lits
Compagnie Internationale des Wagons-Lits — міжнародна транспортна компанія зі штаб-квартирою в Парижі, Франція, зайнята в галузі залізничних пасажирських перевезень, серед яких виділяються VIP-поїзди. Оператор поїздів мережі «Східний експрес».
Входить до французької групи компаній «Newrest».

## Історія
Компанію засновано 1872 року в Бельгії Жоржем Нагельмакерсом. Наприкінці XIX — початку XX століть займала монопольне становище на ринку нічних поїздів в Європі.

## Офіційна назва компанії різними мовами
- чеськ. Mezinárodní Společnost Lůžkových Vozů (a Velkých Evropských Expresních Vlaků)
- нім. Internationale (Eisenbahn-)Schlafwagen-Gesellschaft
- дан. Det Internationale Sovevogns- (og de Store Europæiske Eksprestogs-)Selskab
- англ. International Sleeping-Car (and Great European Expresses) Company
- фін. Kansainvälinen Makuuvaunu- (ja Euroopan Pikajuna)yhtiö
- фр. Compagnie Internationale des Wagons-Lits (et des Grands Express Européens)
- грец. Διεθνής Εταιρεία Κλιναμαξών (και Ταχειών Ευρωπαϊκών Αμαξοστοιχιών)
- угор. Nemzetközi Vasúti Hálókocsi Társaság
- італ. Compagnia Internazionale dei Vagoni-Letto (e dei Grandi Treni Espressi Europei)
- лит. Tarptautinė miegamųjų vagonų bendrovė
- нід. Internationale Maatschappij voor Slaapwagens en Europa's Groote Sneltreinen
- пол. Międzynarodowe Towarzystwo Wagonów Sypialnych (i Ekspresów Europejskich)
- порт. Companhia Internacional das Carruagens-Camas (e dos Grandes Expressos Europeus)
- рум. Compania internaţională a vagoanelor de dormit (şi a marilor exprese europene)
- рос. Международное Общество Спальныхъ Вагоновъ (и Скорыхъ Европейскихъ поѣздовъ)
- серб. Međunarodno Društvo Kola za Spavanje/Међународно Друштво Кола за Спавање
- ісп. Compañía Internacional de Coches-Camas (y de los Grandes Expresos Europeos)
- тур. Avrupa Hızlı Trenleri ve Uluslararası Yataklı Vagonlar Şirketi
- болг. Компания на международните спални вагони и големите европейски експреси.

## Напрямки
| Поїзд                                                         | Маршрут                                                                      | Запуск |
| ------------------------------------------------------------- | ---------------------------------------------------------------------------- | ------ |
| Амстердамсько-Енгадінський експрес                            | Амстердам — Франкфурт — Базель — Кур                                         | 1901   |
| Амстердамсько-Монський експрес                                | Амстердам, Гаага — Монс                                                      | 1899   |
| Анантоліанський експрес                                       | Гайдарпаша — Анкара                                                          | 1927   |
| Андалуський експрес                                           | Мадрид — Севілья                                                             | 1911   |
| Андалуський Пульманівський експрес                            | Гранада — Севілья — Малага                                                   | 1929   |
| Анкаринський експрес                                          | Гайдарпаша — Анкара                                                          | 1945   |
| Альберзький Східний експрес                                   | Париж, Кале — Відень — Бухарест                                              | 1931   |
| Єгипетський експрес                                           | Берлін — Неаполь                                                             | 1907   |
| Барселонський експрес                                         | Париж — Барселона                                                            | 1929   |
| Берлінсько-Будапештський Східний експрес                      | Берлін — Будапешт — Константинополь                                          | 1900   |
| Берлінсько-Енгадінський експрес                               | Берлін — Базель — Кур                                                        | 1911   |
| Берлінсько-Карлівсько-Маріанський експрес                     | Берлін — Карлові Вари — Маріанські Лазні                                     | 1907   |
| Берлінсько-Маріанський-Карлівсько-Віденський експрес          | Берлін — Маріанські Лазні — Карлові Вари — Відень                            | 1904   |
| Берлінсько-Неапольський експрес                               | Берлін — Неаполь                                                             | 1902   |
| Берлінсько-Швейцарський експрес                               |                                                                              | 1901   |
| Берлінсько-Тірольсько-Римський експрес                        | Берлін — Мерано — Рим                                                        | 1912   |
| Бомбейський експрес                                           | Кале — Марсель                                                               | 1897   |
| Булонь/Париж/Остенде-Страсбурзько-Віденський експрес          | Булонь, Париж, Остенде — Страсбург — Відень                                  | 1920   |
| Булонь/Париж/Остенде-Страсбурзько-Празько-Варшавський експрес | Булонь, Париж, Остенде — Прага — Варшава                                     | 1920   |
| Кабурський експрес                                            | Париж — Кабур                                                                | 1904   |
| Каїро-Луксорський експрес                                     | Каїр — Луксор                                                                | 1898   |
| Кале-Брюссельський Пульманівський експрес                     | Кале — Брюссель                                                              | 1927   |
| Кале-Інтерлакен-Енгадінський експрес                          | Кале — Інтерлакен, Кур                                                       | 1895   |
| Кале-Ніцца-Римський експрес                                   | Кале — Париж — Ніцца — Рим                                                   | 1883   |
| Кале-Ніцький експрес                                          | Кале — Париж — Ніцца                                                         | 1884   |
| Кале-Середземноморський експрес                               | Лондон — Кале — Париж — Ніцца                                                | 1886   |
| Карловарський експрес                                         | Париж — Карлові Вари                                                         | 1900   |
| Карпатський Пульманівський експрес                            | Бухарест — Брашов                                                            | 1929   |
| Каталонський експрес                                          | Мадрид — Барселона                                                           | 1943   |
| Клубний експрес                                               | Лондон — Дувр — Кале — Париж                                                 | 1889   |
| Кот-д'Аржан експрес                                           | Париж — Біарриц — Андай                                                      | 1910   |
| Експрес Лазурового берега (Пульманівський)                    | Париж — Вентімілья                                                           | 1929   |
| Данський експрес                                              | Берлін — Варнемюнде — Гедсер — Копенгаген                                    | 1907   |
| Данубійський Пульманівський експрес                           | Бухарест — Галац                                                             | 1932   |
| Дофіно-Савойський експрес                                     | Париж — Евіан, Шамбері, Женева                                               | 1904   |
| Довільський Пульманівський експрес                            | Париж — Довіль                                                               | 1927   |
| Дунайський Пульманівський експрес                             | Бухарест — Галац                                                             | 1929   |
| Едельвейс                                                     | Амстердам — Базель — Люцерн                                                  | 1928   |
| Енгдінський експрес                                           | Париж, Кале — Кур                                                            | 1925   |
| Північна зірка                                                | Париж — Амстердам                                                            | 1927   |
| Золота стріла                                                 | Париж — Лондон                                                               | 1926   |
| Фульгель Регеле Кароль I                                      | Бухарест — Констанца                                                         | 1933   |
| Гібралтарський експрес                                        | Париж — Альхесірас                                                           | 1896   |
| Золотий Гірський Пульманівський експрес                       | Монтре — Цвайзіммен                                                          | 1931   |
| Готтардський експрес                                          | Берлін — Базель — Мілан — Генуя                                              | 1911   |
| Готтардський Пульманівський експрес                           | Базель — Цюріх — Мілан                                                       | 1927   |
| Андайсько-Люшонський експрес                                  | Андай — Люшон                                                                | 1889   |
| Ллойд-експрес                                                 | Гамбург — Генуя                                                              | 1908   |
| Ллойд-Рив'єрський експрес                                     | Гамбург — Генуя, Берлін — Вентімілья                                         | 1911   |
| Лондон-Віші-Пульман-експрес                                   | "Boulogne-Віші"                                                              | 1927   |
| Люшонський експрес                                            | Париж — Люшонь                                                               | 1898   |
| Лузитанський експрес                                          | Мадрид — Лісабон                                                             | 1943   |
| Марокканський експрес                                         | Мадрид — Альхесірас                                                          | 1911   |
| Марсельсько-Ніццький експрес                                  | Марсель — Ніцца                                                              | 1889   |
| Середземноморський експрес                                    | Париж — Ліон — Марсель — Санремо                                             | 1889   |
| Мілансько-Анконський Пульманівський експрес                   | Мілан — Анкона                                                               | 1927   |
| Мілансько-Ніццький експрес                                    | Мілан — Санремо — Канни                                                      | 1925   |
| Мілансько-Монтекатінський експрес                             | Мілан — Монтекатіні                                                          | 1926   |
| Мілансько-Вінеційський експрес                                | Мілан — Венеція                                                              | 1926   |
| Неаполітансько-Палермський експрес                            | Неаполь — Палермо                                                            | 1902   |
| Північний експрес                                             | Остенде, Париж — Берлін — Санкт-Петербург                                    | 1896   |
| Північний Зюд-Бреннер-експрес                                 | Берлін — Верона — Мілан — Канни                                              | 1897   |
| Північний Зюд-Готтард-експрес                                 | планувався                                                                   | 1898   |
| Нідерландський Ллойл-експрес                                  | Гаага — Париж — Турин — Генуя                                                | 1936   |
| Нью-Йоркський експрес                                         | Париж — Шербур                                                               | 1900   |
| Нічний пором                                                  | Лондон — Париж                                                               | 1936   |
| Високогірний експрес                                          | Кале — Париж — Інтерлакен                                                    | 1906   |
| Високогірний Леманський експрес                               | Париж — Сен-Море, Берн                                                       | 1904   |
| Синій птах                                                    | Антверпен — Париж                                                            | 1929   |
| Східний експрес                                               | Париж — Стамбул після Другої світової війни Париж — Прага — Варшава/Будапешт | 1883   |
| Остенде-Бад-Кіссінген-експрес                                 | Остенде — Бад-Кіссінген                                                      | 1910   |
| Остенде-Карловарський експрес                                 | Остенде — Карлові Вари                                                       | 1895   |
| Остенде-Кельнський експрес                                    | Остенде — Кельн                                                              | 1929   |
| Остенде-Швейцарський експрес                                  | Остенде — Страсбург — Базель — Люцерн                                        | 1901   |
| Остенде-Віденський експрес                                    | Остенде — Відень                                                             | 1894   |
| Остенде-Відень-Констанца-експрес                              | Остенде — Відень — Констанца                                                 | 1895   |
| Остенде-Відень-Східний експрес                                | Остенде — Відень — Белград — Стамбул                                         | 1925   |
| Остенде-Відень-Трієст-експрес                                 | Остенде — Відень — Трієст                                                    | 1895   |
| P&O-експрес                                                   | Лондон — Кале — Марсель                                                      | 1935   |
| Париж-Екс-ле-Бен-експрес                                      | Париж — Екс-ле-Бен"                                                          | 1903   |
| Паризько-Барселонський експрес                                | Париж — Барселона                                                            | 1904   |
| Париж-Бордо-експрес                                           | Париж — Бордо                                                                | 1889   |
| Париж-Карлові Вари-Прага-експрес                              | Париж — Карлові Вари — Прага                                                 | 1921   |
| Париж-Бельгійське узбережжя Пульманівський експрес            | Париж — Остенде — Бланкенберґе — Кнокке                                      | 1928   |
| Півострівний експрес                                          | Кале — Бриндізі                                                              | 1890   |
| Пуерта-дель-Соль                                              | Париж — Мадрид                                                               | 1969   |
| Піренейський експрес                                          | Париж — Біарриц, Люшон                                                       | 1891   |
| Піренейський Рив'єрський експрес                              | Париж — Біарриц — Ірун                                                       | 1921   |
| Рив'єрський експрес                                           | Марсель — Ментона                                                            | 1897   |
| Рив'єра-Наполітанський експрес                                | Берлін, Амстердам — Канни — Вентімілья — Рапалло — Неаполь                   | 1931   |
| Римо-Флорентійсько-Каннський експрес                          | Рим — Флоренція — Канни                                                      | 1908   |
| Римо-Неаполітанський Пульманівський експрес                   | Рим — Неаполь                                                                | 1929   |
| Римський експрес                                              | Кале — Париж — Флоренція, Рим                                                | 1890   |
| Роттердамський Ллойд-експрес                                  | Роттердам — Марсель                                                          | 1936   |
| Руаянський експрес                                            | Париж — Руаян"                                                               | 1898   |
| Санкт-Петербург-Відень-Ніцца-Кани-експрес                     | Санкт-Петербург — Відень — Ніцца — Кани                                      | 1898   |
| Симплонський експрес                                          | Кале — Париж — Мілан — Венеція                                               | 1906   |
| Симплонський Східний експрес                                  | Кале — Париж — Мілан — Трієст — Бухарест, Стамбул, Афіни                     | 1919   |
| Єгипетська Зірка                                              | Каїр — Луксор — Шалла                                                        | 1929   |
| Зюд-експрес                                                   | Париж — Мадрид, Лісабон                                                      | 1887   |
| Швейцарський експрес                                          | Кале — Лін — Реймс — Люцерн                                                  | 1891   |
| Швейцарський Альберзький експрес                              | Париж, Кале — Відень                                                         | 1924   |
| Сонячний Пульманівський експрес                               | Каїр — Луксор — Шалла                                                        | 1929   |
| Еклер                                                         | Париж — Відень                                                               | 1882   |
| Таврський експрес                                             | Гайдирпаша — Райяк — Багдад                                                  | 1930   |
| Тірольський експрес                                           | Париж — Зальцбург                                                            | 1936   |
| Турин-Ніцца-Кани Пульманівський експрес                       | Турин — Ніцца — Кани                                                         | 1927   |
| Туринсько-Венеційський Пульманівський експрес                 | Турин — Венеція                                                              | 1928   |
| Трансатлантичний експрес                                      | Париж — Гавр                                                                 | 1900   |
| Трансманьчжурський експрес                                    | Владивосток — Харбін — Чанчунь                                               | 1921   |
| Транссибірський експрес                                       | Москва — Томськ                                                              | 1898   |
| Трувільський експрес                                          | Париж — Трувіль"                                                             | 1886   |
| Трувільсько-Довільський експрес                               | Париж — Трувіль — Довіль                                                     | 1923   |
| Тунісько-Оранський експерс                                    | Туніс — Константіна — Алжир — Оран                                           | 1902   |
| Віші-експрес                                                  | Париж — Віші                                                                 | 1904   |
| Відень-Ніцца-Кани-експрес                                     | Відень — Ніцца — Канни                                                       | 1896   |
| Відень-Рим-Неаполь-експрес                                    | Відень — Рим — Неаполь — Палермо, Таорміна                                   | 1911   |
| Відень-Санремо-Ніцца-Кани-експрес                             | Відень — Санремо — Ніцца — Кани                                              | 1923   |
| Відень-Тіроль-Рив'єра-експрес                                 | Відень — Больцано — Кани                                                     | 1913   |